# Ildikó Tóth
Pour les articles homonymes, voir Tóth et Ildikó.
Dans le nom hongrois Tóth Ildikó, le nom de famille précède le prénom, mais cet article utilise l’ordre habituel en français Ildikó Tóth, où le prénom précède le nom.
Ildikó Tóth est une actrice hongroise née le 29 août 1966 à Hatvan.

## Biographie
Formée à l'Université d'art dramatique et cinématographique, elle reçoit le prix Mari-Jászai en 1994.
Elle est la compagne de Domokos László (színművész) (hu).

## Filmographie
- 1994 : Magic Hunter
- 2006 : Rokonok d'István Szabó
- 2008 : L'Investigateur
- 2017 : Whisky Bandit